# Sandymount
Sandymount (en irlandais : Dumhach Thrá) est un quartier de Dublin de la partie sud de l'agglomération.
Sandymount fait partie de la circonscription électorale de Dublin South East.

## Localisation
Sandymount est situé au sud du quartier de Ringsend et en bordure de la baie de Dublin.

## Historique
Sandymount est une actuelle banlieue de Dublin. Avant cela, la localité fait partie du Pembroke Township, qui tient son nom de terres appartenant aux comtes de Pembroke. Les premières traces d'urbanisation remontent aux lotissements que Pembroke avait lancé dans la région.

## Voies de communication et transports

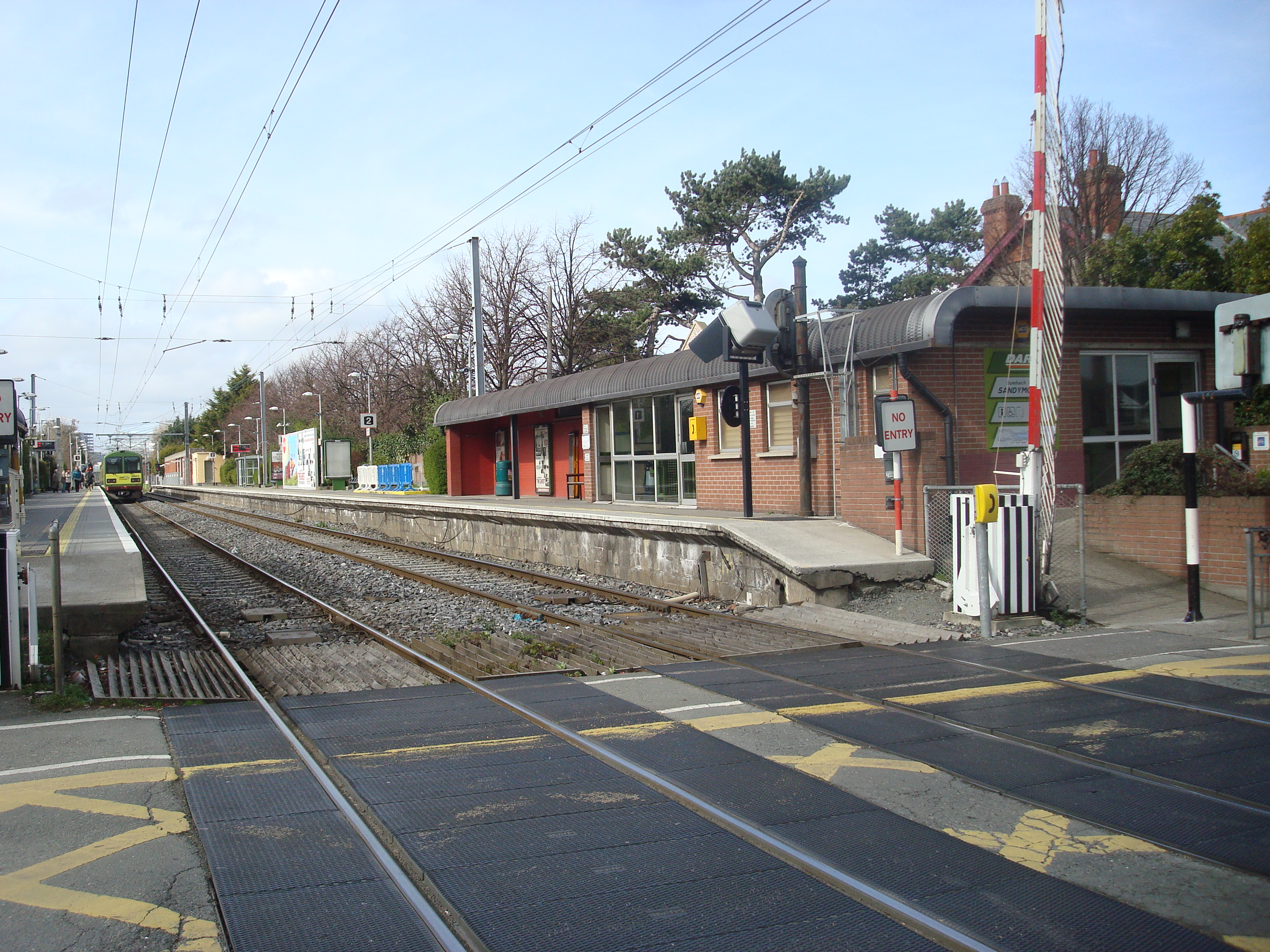
Gare ferroviaire

La gare de Sandymount (en) dessert le quartier.

## Personnages liés
- Sophie Bryant (1850-1922), mathématicienne et pédagogue, y naît.
- William Butler Yeats (1865-1939), poète et prix Nobel, naît à Sandymount.
- Ruairi Quinn (1946-), homme politique, y est né.